# پنیسولا پرینسس (استرالیا)
پنیسولا پرینسس (استرالیا) (به انگلیسی: Peninsula Princess (Australia)) یک کشتی است که طول آن ۳۵٫۶ متر (۱۱۶٫۸ فوت) می‌باشد. این کشتی در سال ۱۹۸۷ ساخته شد.